# Коркия, Михаил Шотаевич
Михаил Шотаевич Коркия (груз. მიხეილ შოთას ძე ქორქია; 10 сентября 1948, Кутаиси — 7 февраля 2004, Тбилиси) — советский грузинский баскетболист. Заслуженный мастер спорта СССР (1972), олимпийский чемпион (1972).

## Биография
Родился 10 сентября 1948 в Кутаиси. Баскетболом занимался в спортшколе у заслуженного тренера СССР Сулико Тортладзе, где познакомился и подружился с Зурабом Саканделидзе.
В 17 лет дебютировал за «Динамо» (Тбилиси), где выступал в течение всей спортивной карьеры. Играл на позиции атакующего защитника.
В сборную СССР приглашен в 1970 году, а с 1971 года стал игроком основного состава. В том же году стал чемпионом Европы, а в 1972 — олимпийским чемпионом. В финальном матче Олимпиады-72 против сборной США был удален за неспортивное поведение из-за стычки с американцем Дуайтом Джонсом.
Весной 1973 года, когда сборная СССР возвращалась из турне по США и Латинской Америке, на таможне аэропорта Шереметьево был уличен в «нарушении правил ввоза материальных ценностей в СССР». Вместе с А. Беловым, А. Жармухамедовым и И. Дворным получил «пожизненную дисквалификацию» и был отчислен из сборной.
В 1975 году наказание было снято, что позволило игроку снова вернуться в сборную СССР, с которой стал дважды серебряным призёром — ЧЕ-75 и ЧЕ-77. В 1976 году снова играл на Олимпиаде, где стал бронзовым призёром.
Окончил Грузинский политехнический институт. Член КПСС с 1978 года.
В 1980 году завершил игровую карьеру. Пробовал себя как тренер — работал старшим тренером мужской команды «Динамо» (Тбилиси) (1980—1981), тренером мужской команды «Динамо» (Москва) (1982—1983).
В 1983 году был осужден на 4 года за «незаконную предпринимательскую деятельность». На свободу вышел в июле 1987 года.
Был совладельцем и президентом (с 1998) футбольной команды «Торпедо» (Кутаиси), занимался бизнесом — был вице-президентом американской инвестиционной компании в Тбилиси.
Скончался 7 февраля 2004 года в Тбилиси от острой сердечной недостаточности, пережив своего друга Зураба Саканделидзе всего на 13 дней.
Похоронен на Сабурталинском кладбище.
С 2006 года Федерация баскетбола Грузии проводит ежегодный турнир олимпийских чемпионов Михаила Коркия и Зураба Саканделидзе. В 2011 году в серии «Грузинские олимпийские чемпионы» вышла книга Давида Челидзе «Михаил Коркия» (автор и главный редактор проекта Эльгуджа Беришвили).

### Семья
Племянник баскетболиста Отара Коркии, двоюродный брат баскетболиста тбилисского «Динамо» Нодара Коркии. Жена Манана, дочери София и Тамара.

## Достижения
- Олимпийский чемпион 1972
- Бронзовый призёр ОИ-76.
- Чемпион Европы 1971
- Серебряный призёр ЧЕ-75 и ЧЕ-77.
- Чемпион СССР 1968 г., серебряный призёр 1969 г., бронзовый — 1977 г.
- Серебряный призёр Универсиады 1973

## Киновоплощение
В фильме «Движение вверх» (2017, реж. А. Мегердичев), который посвящён победе команды СССР на Олимпийских играх 1972 года в Мюнхене, роль Михаила Коркия сыграл Отар Лордкипанидзе.